# 36-строчная Библия

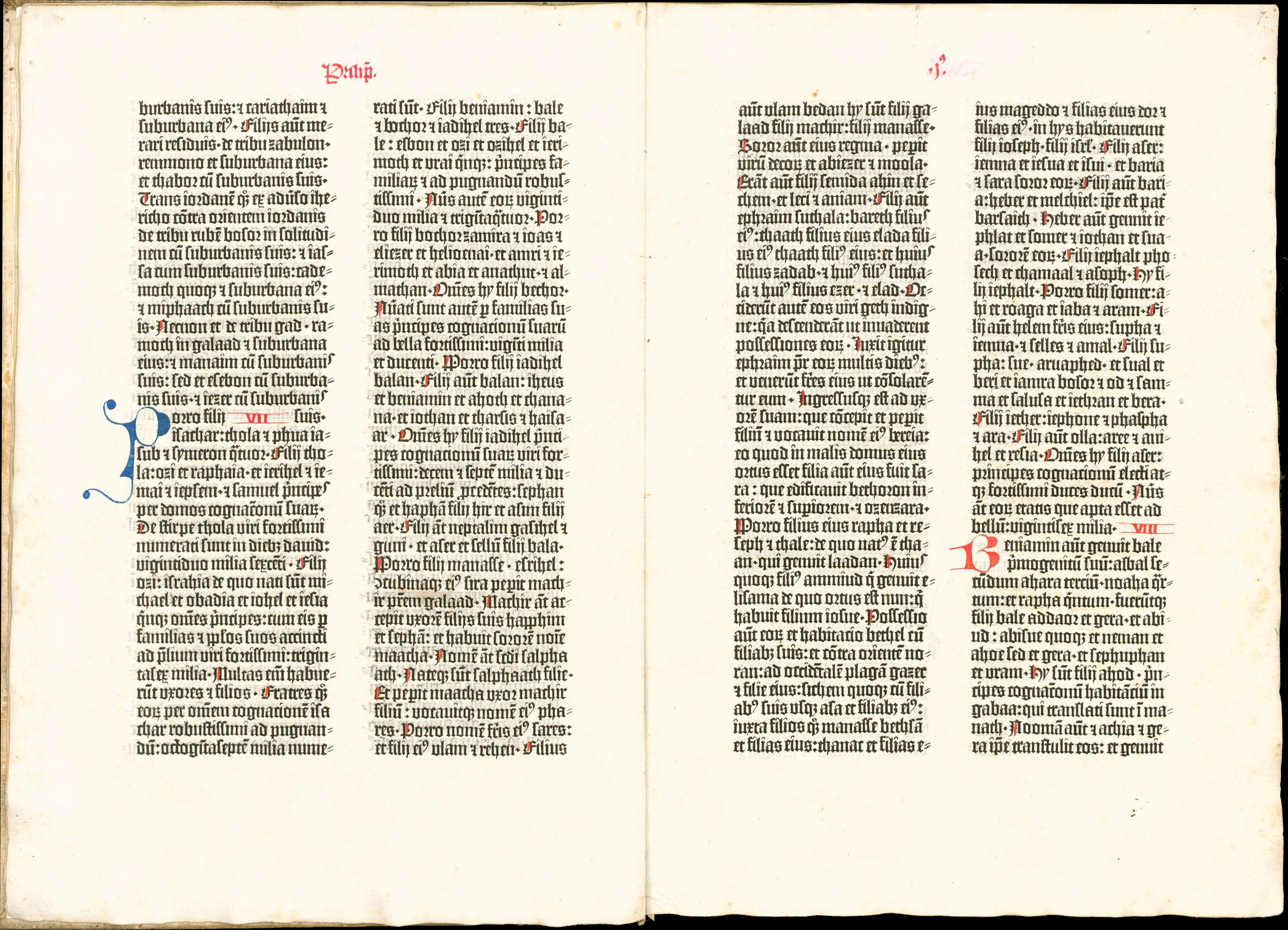
Разворот из 36-строчной Библии.

36-строчная Библия (B36; Бамбергская Библия) — второе после Библии Гутенберга печатное издание Библии. Полагается, что она напечатана в Бамберге около 1458—1460-х гг. Имя печатника в книге не указано, но возможно, что это был Иоганн Гутенберг.
Книга получила название оттого, что на каждой её странице содержится 36 строк.

## Описание книги

### Датировка
В прошлом некоторые учёные предполагали, что 36-строчная Библия была ранней и более простой версией Гутенберговой 42-строчной Библии, которая была напечатана до 1455 года. Тщательное сопоставление текстов показало, что, за исключением первых страниц каждого из томов, 36-строчная Библия была набрана по тексту Гутенберговой Библии. Это подтверждает, что 42-строчная Библия появилась раньше.
В одном из экземпляров 36-строчной Библии рубрикатор подписал дату «1461», что позволяет говорить о том, кто книга вышла не позднее этого года. Большинство учёных полагает, что 36-строчная Библия была издана в 1458—1460-х годах. Таким образом, это вторая Библия, напечатанная с помощью подвижных литер.
Существует фрагмент 40-строчной Библии, возможно, напечатанной тем же шрифтом около 1458 года или раньше. Однако, считается, что это пробный фрагмент, и что эта Библия никогда не была напечатана. Первые страницы 36-строчной Библии были набраны по той же рукописи, что и фрагмент 40-строчной.

### Место издания
Некоторые факты указывают на то, что книга была напечатана в Бамберге. Бумага, на которой были отпечатаны бумажные копии, использовалась в этом городе (и отличалась от бумаги из Майнца, где находилась типография Гутенберга). Переплёты существующих экземпляров также похожи на те, в которые переплетались местные книги. Почти все известные экземпляры имеют владельческие надписи, которые тоже приводят в этот город или его окрестности.

### Книгопечатник
Точных сведений о книгопечатнике нет. Это мог быть Гутенберг, кто-то из его подмастерий или же кто-то, кто купил у Гутенберга шрифт и некоторое другое оборудование. Учёные Ричард Шваб и Томас Кэхилл выяснили, что книга напечатана той же краской, что и 42-строчная Библия Гутенберга.
Шрифт является версией так называемого DK-шрифта. Он более старый и грубый, чем шрифт в 42-строчной Библии. Использовался для некоторых ранних книг Гутенберга, возможно, предшествовавших 42-строчной Библии — это «Меньшее руководство» (Ars Minor) грамматики Доната (напечатано в 1452—1453-х гг.) и несколько листков памфлета, названного «Турецким календарём» 1455 года (напечатано, возможно, в конце 1454 г.). Шрифт получил название благодаря этим двум изданиям (DK: Donatus-Kalendar, то есть «Донат-Календарь»).
Альбрехт Пфистер также использовал DK-шрифт в Бамберге, начиная с 1461 года, также считался книгопечатником 36-строчной Библии. Однако, многие учёные считают, что это не так. Даже поздние издания Пфистера исполнены грубее, чем 36-строчная Библия.

### Существующие экземпляры
Известно 14 полных или почти полных экземпляров, на бумаге и на пергаменте, а также множество фрагментов и отдельных листков. Небольшое количество оставшихся экземпляров говорит о том, что тираж 36-строчной Библии был меньше, чем тираж 42-строчной.
8 экземпляров находятся в Германии. Один неполный экземпляр находится в США, в Библиотеке Принстонского университета. Один экземпляр выставлен в Галерее сэра Джона Ритблэта в Британской библиотеке.